# Weltcup der Nordischen Kombination

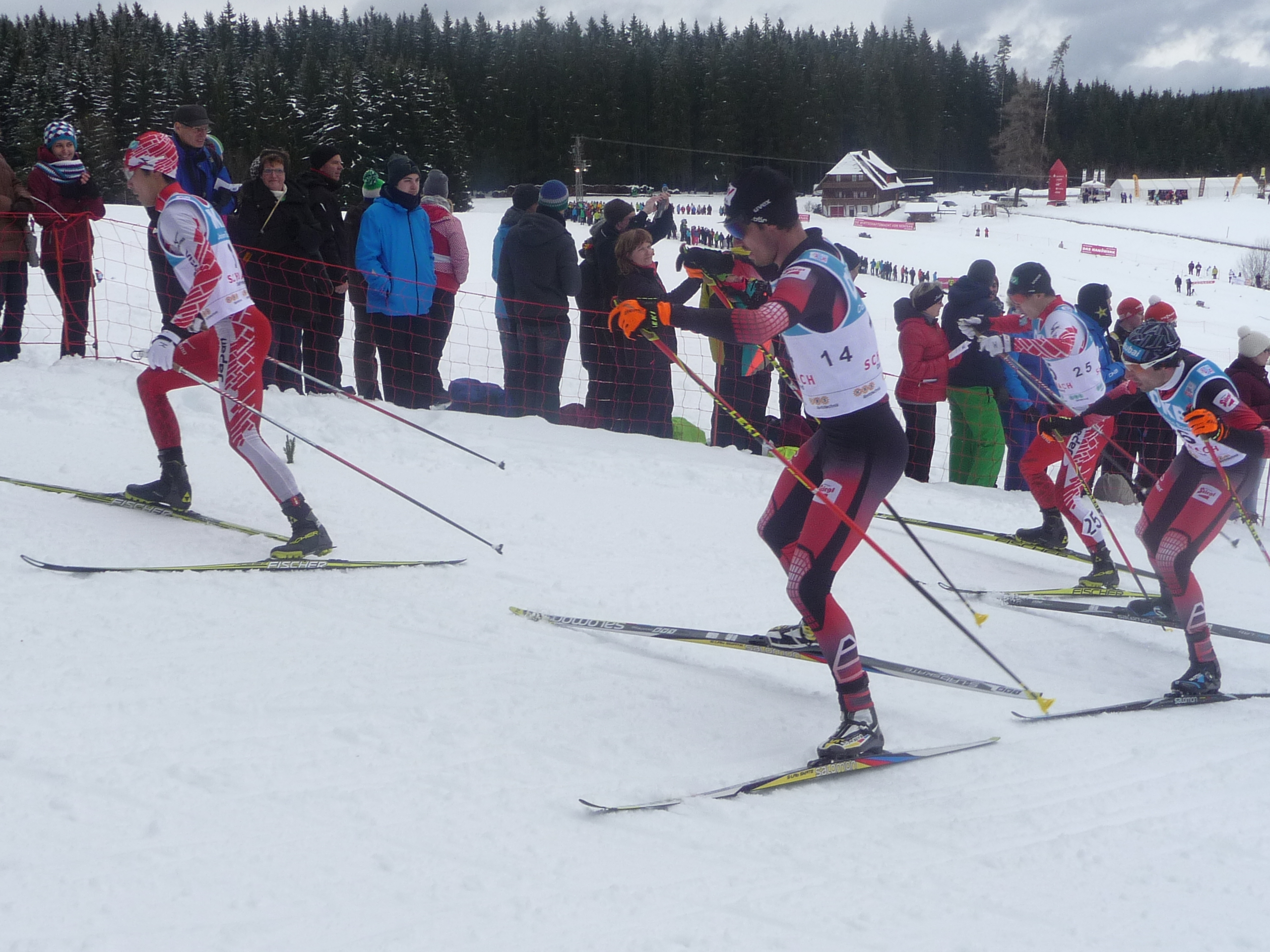
Schwarzwaldpokal in Schonach am 5. März 2016

Der Weltcup der Nordischen Kombination ist eine jährlich in der Zeit von November bis März ausgerichtete Wettkampfserie. Lange Zeit war die Serie männlichen Athleten vorbehalten. Seit der Saison 2020/21 werden auch Wettbewerbe für Frauen ausgetragen.

## Geschichte
Der Weltcup wurde beim 34. FIS-Kongress (8. bis 15. Mai 1983 in Sydney) vorgestellt und seit der Saison 1983/84 wird dabei der Gesamtweltcupsieger ermittelt. Außerdem gab es von der Saison 2000/01 bis 2007/08 einen Sprintweltcup. Bestandteil des Weltcups war zudem der mit einer Sonderwertung geführte „Warsteiner Grand Prix Deutschland“.
Die Teilnehmer der FIS-Herbsttagung im Oktober 2014 in Zürich beschlossen unter anderem, den Frauenwettbewerben einen höheren Stellenwert einzuräumen. Ab der Saison 2020/21 wird eine eigene Weltcup-Serie der Frauen veranstaltet.

## Ablauf der Weltcupsaisonen
Organisiert werden die Rennen vom Skisportweltverband FIS. Die Weltcupsaison umfasst in der Regel zwölf Stationen mit etwa zwei Wettbewerben vor Ort. Die Zahl der Weltcuprennen verringert sich in Jahren mit Olympischen Winterspielen oder Nordischen Skiweltmeisterschaften. Vorwiegend finden die Veranstaltungen im mittel- und nordeuropäischen Raum statt. Seit der Saison 2013/14 findet das Nordic Combined Triple im Rahmen des Weltcups statt. Nach dem Vorbild der Tour de France trägt der Führende im Gesamtweltcup ein gelbes Trikot.
Die B-Kader der Nationen trugen bis zur Saison 2007/08 den B-Weltcup in der Nordischen Kombination aus. Seit der Saison 2008/09 wird die zweite Serie wie auch im Skispringen als Continental Cup bezeichnet.

## Weltcup-Punktesystem
Ein Punktesystem für die Einzelrennen bestimmt die Weltcup-Gesamtwertung. Hierzu werden die von einem Athleten erreichten Punkte aus den Einzelwettkämpfen der Saison addiert. Für den Sprintweltcup werden nur die Punkte gezählt, die ein Athlet in den ausgetragenen Sprintrennen erhalten hat. Der von der FIS ausgetragene Weltcup in der Nordischen Kombination basiert dabei auf dem FIS-Punktesystem. Seit der Saison 2002/03 erhält der Sieger des jeweiligen Weltcups 100 Weltcuppunkte, der Zweite 80 und der Dritte 60 Punkte. Weltcuppunkte werden bis zum 30. Platz vergeben, für den es noch einen Punkt gibt. Für die Nationenwertung werden die erzielten Punkte aller Teilnehmer einer Nation addiert.
| Platz                | 1   | 2   | 3   | 4   | 5   | 6   | 7   | 8  | 9  | 10 | 11 | 12 | 13 | 14 | 15 | 16 | 17 | 18 | 19 | 20 | 21 | 22 | 23 | 24 | 25 | 26 | 27 | 28 | 29 | 30 |
| Punkte im Einzel     | 100 | 80  | 60  | 50  | 45  | 40  | 36  | 32 | 29 | 26 | 24 | 22 | 20 | 18 | 16 | 15 | 14 | 13 | 12 | 11 | 10 | 9  | 8  | 7  | 6  | 5  | 4  | 3  | 2  | 1  |
| Punkte im Team       | 400 | 350 | 300 | 250 | 200 | 150 | 100 | 50 | –  | –  | –  | –  | –  | –  | –  | –  | –  | –  | –  | –  | –  | –  | –  | –  | –  | –  | –  | –  | –  | –  |
| Punkte im Teamsprint | 200 | 175 | 150 | 125 | 100 | 75  | 50  | 25 | –  | –  | –  | –  | –  | –  | –  | –  | –  | –  | –  | –  | –  | –  | –  | –  | –  | –  | –  | –  | –  | –  |

Seit der Saison 2023/24 gilt ein neues Punktesystem. Bei einem Mixed-Team-Wettbewerb teilt sich die Anzahl der Punkte für die jeweilige Nationenwertung durch 2. Mindestens sechs nationale Skiverbände müssen an einem Team-Wettkampf teilnehmen, wenn ein Mannschaftswettbewerb für die Nationenwertung zählen soll.
| Platz      | 1   | 2   | 3   | 4   | 5   | 6   | 7   | 8  | 9  | 10 | 11 | 12 | 13 | 14 | 15 | 16 | 17 | 18 | 19 | 20 | 21 | 22 | 23 | 24 | 25 | 26 | 27 | 28 | 29 | 30 | 31 | 32 | 33 | 34 | 35 | 36 | 37 | 38 | 39 | 40 |
| Einzel     | 100 | 90  | 80  | 70  | 60  | 55  | 52  | 49 | 46 | 43 | 40 | 38 | 36 | 34 | 32 | 30 | 28 | 26 | 24 | 22 | 20 | 19 | 18 | 17 | 16 | 15 | 14 | 13 | 12 | 11 | 10 | 9  | 8  | 7  | 6  | 5  | 4  | 3  | 2  | 1  |
| Team       | 400 | 352 | 300 | 248 | 200 | 152 | 100 | 48 | –  | –  | –  | –  | –  | –  | –  | –  | –  | –  | –  | –  | –  | –  | –  | –  | –  | –  | –  | –  | –  | –  | –  | –  | –  | –  | –  | –  | –  | –  | –  | –  |
| Teamsprint | 200 | 176 | 150 | 124 | 100 | 76  | 50  | 24 | –  | –  | –  | –  | –  | –  | –  | –  | –  | –  | –  | –  | –  | –  | –  | –  | –  | –  | –  | –  | –  | –  | –  | –  | –  | –  | –  | –  | –  | –  | –  |    |

## Statistik Männer

### Sieger der Weltcup-Gesamtwertung und des Sprintweltcups
Die nachfolgende Tabelle listet alle Sieger sowie die Zweit- und Drittplatzierten des Gesamtweltcups in den einzelnen Weltcupsaisonen sowie die Sieger des Sprintweltcups und der Nationenwertung auf.
| Saison  | Sieger              | Zweiter             | Dritter             | Sprintweltcup       | Bester Springer    | Bester Läufer      | Nationenwertung |
| ------- | ------------------- | ------------------- | ------------------- | ------------------- | ------------------ | ------------------ | --------------- |
| 1983/84 | Tom Sandberg        | Uwe Dotzauer        | Geir Andersen       | –                   | –                  | –                  | Norwegen        |
| 1984/85 | Geir Andersen       | Hermann Weinbuch    | Hubert Schwarz      | –                   | –                  | –                  | Norwegen        |
| 1985/86 | Hermann Weinbuch    | Thomas Müller       | Geir Andersen       | –                   | –                  | –                  | BR Deutschland  |
| 1986/87 | Torbjørn Løkken     | Hermann Weinbuch    | Hippolyt Kempf      | –                   | –                  | –                  | Norwegen        |
| 1987/88 | Klaus Sulzenbacher  | Torbjørn Løkken     | Andreas Schaad      | –                   | –                  | –                  | Norwegen        |
| 1988/89 | Trond Arne Bredesen | Klaus Sulzenbacher  | Hippolyt Kempf      | –                   | –                  | –                  | Norwegen        |
| 1989/90 | Klaus Sulzenbacher  | Allar Levandi       | Knut Tore Apeland   | –                   | –                  | –                  | Norwegen        |
| 1990/91 | Fred Børre Lundberg | Klaus Sulzenbacher  | Trond Einar Elden   | –                   | –                  | –                  | Norwegen        |
| 1991/92 | Fabrice Guy         | Klaus Sulzenbacher  | Fred Børre Lundberg | –                   | –                  | –                  | Norwegen        |
| 1992/93 | Kenji Ogiwara       | Fred Børre Lundberg | Takanori Kōno       | –                   | –                  | –                  | Japan           |
| 1993/94 | Kenji Ogiwara       | Takanori Kōno       | Fred Børre Lundberg | –                   | –                  | –                  | Norwegen        |
| 1994/95 | Kenji Ogiwara       | Bjarte Engen Vik    | Knut Tore Apeland   | –                   | –                  | –                  | Norwegen        |
| 1995/96 | Knut Tore Apeland   | Kenji Ogiwara       | Jari Mantila        | –                   | –                  | –                  | Norwegen        |
| 1996/97 | Samppa Lajunen      | Jari Mantila        | Bjarte Engen Vik    | –                   | –                  | –                  | Norwegen        |
| 1997/98 | Bjarte Engen Vik    | Mario Stecher       | Felix Gottwald      | –                   | –                  | –                  | Norwegen        |
| 1998/99 | Bjarte Engen Vik    | Hannu Manninen      | Ladislav Rygl       | –                   | –                  | –                  | Norwegen        |
| 1999/00 | Samppa Lajunen      | Bjarte Engen Vik    | Ladislav Rygl       | –                   | –                  | –                  | Finnland        |
| 2000/01 | Felix Gottwald      | Ronny Ackermann     | Bjarte Engen Vik    | Felix Gottwald      | –                  | –                  | Österreich      |
| 2001/02 | Ronny Ackermann     | Felix Gottwald      | Samppa Lajunen      | Ronny Ackermann     | –                  | –                  | Deutschland     |
| 2002/03 | Ronny Ackermann     | Felix Gottwald      | Björn Kircheisen    | Ronny Ackermann     | –                  | –                  | Deutschland     |
| 2003/04 | Hannu Manninen      | Ronny Ackermann     | Samppa Lajunen      | Hannu Manninen      | –                  | –                  | Finnland        |
| 2004/05 | Hannu Manninen      | Ronny Ackermann     | Felix Gottwald      | Hannu Manninen      | –                  | –                  | Deutschland     |
| 2005/06 | Hannu Manninen      | Magnus Moan         | Björn Kircheisen    | Hannu Manninen      | –                  | –                  | Deutschland     |
| 2006/07 | Hannu Manninen      | Jason Lamy Chappuis | Magnus Moan         | Jason Lamy Chappuis | –                  | –                  | Österreich      |
| 2007/08 | Ronny Ackermann     | Petter Tande        | Bill Demong         | Ronny Ackermann     | –                  | –                  | Deutschland     |
| 2008/09 | Anssi Koivuranta    | Magnus Moan         | Bill Demong         | –                   | –                  | –                  | Deutschland     |
| 2009/10 | Jason Lamy Chappuis | Felix Gottwald      | Magnus Moan         | –                   | –                  | –                  | Österreich      |
| 2010/11 | Jason Lamy Chappuis | Mikko Kokslien      | Felix Gottwald      | –                   | –                  | –                  | Österreich      |
| 2011/12 | Jason Lamy Chappuis | Akito Watabe        | Mikko Kokslien      | –                   | –                  | –                  | Norwegen        |
| 2012/13 | Eric Frenzel        | Jason Lamy Chappuis | Akito Watabe        | –                   | –                  | –                  | Deutschland     |
| 2013/14 | Eric Frenzel        | Johannes Rydzek     | Akito Watabe        | –                   | –                  | –                  | Deutschland     |
| 2014/15 | Eric Frenzel        | Akito Watabe        | Johannes Rydzek     | –                   | –                  | –                  | Deutschland     |
| 2015/16 | Eric Frenzel        | Akito Watabe        | Fabian Rießle       | –                   | –                  | –                  | Deutschland     |
| 2016/17 | Eric Frenzel        | Johannes Rydzek     | Akito Watabe        | –                   | –                  | –                  | Deutschland     |
| 2017/18 | Akito Watabe        | Jan Schmid          | Fabian Rießle       | –                   | Akito Watabe       | Alessandro Pittin  | Norwegen        |
| 2018/19 | Jarl Magnus Riiber  | Akito Watabe        | Franz-Josef Rehrl   | –                   | Franz-Josef Rehrl  | Alessandro Pittin  | Norwegen        |
| 2019/20 | Jarl Magnus Riiber  | Jørgen Graabak      | Vinzenz Geiger      | –                   | Jarl Magnus Riiber | Ilkka Herola       | Norwegen        |
| 2020/21 | Jarl Magnus Riiber  | Vinzenz Geiger      | Akito Watabe        | –                   | Jarl Magnus Riiber | Ilkka Herola       | Deutschland     |
| 2021/22 | Jarl Magnus Riiber  | Johannes Lamparter  | Vinzenz Geiger      | –                   | Jarl Magnus Riiber | Ilkka Herola       | Norwegen        |
| 2022/23 | Johannes Lamparter  | Jens Lurås Oftebro  | Julian Schmid       | –                   | Ryōta Yamamoto     | Jens Lurås Oftebro | Deutschland     |
| 2023/24 | Jarl Magnus Riiber  | Stefan Rettenegger  | Johannes Lamparter  | –                   | Jarl Magnus Riiber | Vinzenz Geiger     | Norwegen        |
| 2024/25 | Vinzenz Geiger      | Jarl Magnus Riiber  | Johannes Lamparter  | –                   | Jarl Magnus Riiber | Jens Lurås Oftebro | Deutschland     |

### Bestenliste nach Weltcupsiegen
Die Liste enthält sämtliche Nordischen Kombinierer, die mindestens einen Weltcup der Nordischen Kombination in einer Einzeldisziplin für sich entscheiden konnten. Namen in Fettschrift bezeichnen in der Saison 2024/25 aktive Athleten. (Stand: 24. März 2025)
|     | Name                | Anzahl |
| --- | ------------------- | ------ |
| 01. | Jarl Magnus Riiber  | 78     |
| 02. | Hannu Manninen      | 48     |
| 03. | Eric Frenzel        | 43     |
| 04. | Ronny Ackermann     | 28     |
| 05. | Jason Lamy Chappuis | 26     |
| 05. | Bjarte Engen Vik    | 26     |
| 07. | Magnus Moan         | 25     |
| 08. | Felix Gottwald      | 23     |
| 09. | Samppa Lajunen      | 20     |
| 10. | Kenji Ogiwara       | 19     |
| 10. | Akito Watabe        | 19     |
| 12. | Johannes Rydzek     | 18     |
| 13. | Vinzenz Geiger      | 17     |
| 13. | Björn Kircheisen    | 17     |
| 13. | Johannes Lamparter  | 17     |
| 16. | Klaus Sulzenbacher  | 14     |
| 17. | Mario Stecher       | 12     |
| 18. | Bill Demong         | 09     |
| 18. | Fred Børre Lundberg | 09     |
| 18. | Fabian Rießle       | 09     |
| 21. | Geir Andersen       | 07     |
| 21. | Knut Tore Apeland   | 07     |
| 21. | Jørgen Graabak      | 07     |
| 21. | Bernhard Gruber     | 07     |
| 21. | Anssi Koivuranta    | 07     |
| 21. | Mikko Kokslien      | 07     |

|     | Name                | Anzahl |
| --- | ------------------- | ------ |
| 21. | Jens Lurås Oftebro  | 07     |
| 21. | Hermann Weinbuch    | 07     |
| 29. | Christoph Bieler    | 06     |
| 29. | Fabrice Guy         | 06     |
| 29. | Todd Lodwick        | 06     |
| 29. | Petter Tande        | 06     |
| 33. | Trond Einar Elden   | 05     |
| 33. | Hippolyt Kempf      | 05     |
| 33. | Torbjørn Løkken     | 05     |
| 33. | Jan Schmid          | 05     |
| 37. | Trond Arne Bredesen | 04     |
| 37. | Kristian Hammer     | 04     |
| 37. | Thomas Müller       | 04     |
| 40. | Julian Schmid       | 03     |
| 40. | Tino Edelmann       | 03     |
| 40. | Magnus Krog         | 03     |
| 40. | Alessandro Pittin   | 03     |
| 40. | Ladislav Rygl       | 03     |
| 45. | Sebastian Haseney   | 02     |
| 45. | Jari Mantila        | 02     |
| 45. | Franz-Josef Rehrl   | 02     |
| 45. | Tom Sandberg        | 02     |
| 45. | Mario Seidl         | 02     |
| 45. | Daito Takahashi     | 02     |

|     | Name              | Anzahl |
| --- | ----------------- | ------ |
| 51. | Espen Andersen    | 01     |
| 51. | Hallstein Bøgseth | 01     |
| 51. | Kenneth Braaten   | 01     |
| 51. | Wilhelm Denifl    | 01     |
| 51. | Andrei Dundukow   | 01     |
| 51. | Uwe Dotzauer      | 01     |
| 51. | Bård Jørgen Elden | 01     |
| 51. | Bryan Fletcher    | 01     |
| 51. | Fredy Glanzmann   | 01     |
| 51. | Sylvain Guillaume | 01     |
| 51. | Ilkka Herola      | 01     |
| 51. | Tim Hug           | 01     |
| 51. | Heiko Hunger      | 01     |
| 51. | Lukas Klapfer     | 01     |
| 51. | Håvard Klemetsen  | 01     |
| 51. | Takanori Kōno     | 01     |
| 51. | David Kreiner     | 01     |
| 51. | Milan Kučera      | 01     |
| 51. | Andreas Langer    | 01     |
| 51. | Kerry Lynch       | 01     |
| 51. | Rauno Miettinen   | 01     |
| 51. | Wassili Sawin     | 01     |
| 51. | Hubert Schwarz    | 01     |
| 51. | Halldor Skard     | 01     |
| 51. | Johnny Spillane   | 01     |
| 51. | Terence Weber     | 01     |

### Gesamtsiege nach Nationen
Hierbei handelt es sich nur um die Gesamtweltcupsiege der Sportler aus einer Nation, nicht um die Nationenwertung.
Stand: Saisonende 2024/25
| Platz | Land               | Sieger | Zweiter | Dritter | Gesamt |
| ----- | ------------------ | ------ | ------- | ------- | ------ |
| 1.    | Norwegen           | 13     | 12      | 12      | 37     |
| 2.    | Deutschland        | 10     | 10      | 09      | 29     |
| 3.    | Finnland           | 07     | 02      | 03      | 12     |
| 4.    | Österreich         | 04     | 09      | 06      | 18     |
| 5.    | Japan              | 04     | 06      | 05      | 15     |
| 6.    | Frankreich         | 04     | 02      | –       | 06     |
| 7.    | Sowjetunion        | –      | 01      | –       | 01     |
| 8.    | Schweiz            | –      | –       | 03      | 03     |
| 9.    | Tschechien         | –      | –       | 02      | 02     |
| 9.    | Vereinigte Staaten | –      | –       | 02      | 02     |

### Nationenwertung
Hierbei handelt es sich um die Siege in der Nationenwertung bei den Männern.
Stand: Saisonende 2024/25
| Platz                                 | Land              | Sieger | Zweiter | Dritter | Gesamt |
| ------------------------------------- | ----------------- | ------ | ------- | ------- | ------ |
| 1.                                    | Norwegen          | 19     | 13      | 04      | 36     |
| 2.                                    | Deutschland       | 15     | 08      | 10      | 33     |
|                                       | davon Deutschland | 14     | 06      | 05      | 25     |
| davon BR Deutschland                  | 01                | 02     | 01      | 04      |        |
| davon Deutsche Demokratische Republik | –                 | –      | 01      | 01      |        |
| 3.                                    | Österreich        | 05     | 10      | 17      | 32     |
| 4.                                    | Finnland          | 02     | 07      | 02      | 11     |
| 5.                                    | Japan             | 01     | 02      | 02      | 05     |
| 6.                                    | Sowjetunion       | –      | 01      | 03      | 04     |
| 7.                                    | Schweiz           | –      | –       | 03      | 03     |
| 8.                                    | Frankreich        | –      | –       | 02      | 02     |

## Statistik Frauen

### Siegerinnen der Weltcup-Gesamtwertung
Die nachfolgende Tabelle listet alle Siegerinnen sowie die Zweit- und Drittplatzierten des Gesamtweltcups in den einzelnen Weltcupsaisonen sowie die Siegerinnen der Disziplinwertung und der Nationenwertung auf.
| Saison  | Siegerin             | Zweite               | Dritte           | Beste Springerin     | Beste Läuferin      | Nationenwertung |
| ------- | -------------------- | -------------------- | ---------------- | -------------------- | ------------------- | --------------- |
| 2020/21 | Tara Geraghty-Moats  | Gyda Westvold Hansen | Anju Nakamura    | Gyda Westvold Hansen | Tara Geraghty-Moats | Norwegen        |
| 2021/22 | Gyda Westvold Hansen | Ida Marie Hagen      | Ema Volavšek     | Gyda Westvold Hansen | Anju Nakamura       | Norwegen        |
| 2022/23 | Gyda Westvold Hansen | Nathalie Armbruster  | Ida Marie Hagen  | Gyda Westvold Hansen | Ida Marie Hagen     | Norwegen        |
| 2023/24 | Ida Marie Hagen      | Gyda Westvold Hansen | Mari Leinan Lund | Gyda Westvold Hansen | Ida Marie Hagen     | Norwegen        |
| 2024/25 | Nathalie Armbruster  | Ida Marie Hagen      | Haruka Kasai     | Maria Gerboth        | Ida Marie Hagen     | Deutschland     |

### Bestenliste nach Weltcupsiegen
| → Legende0 |
| - Platz: Gibt die Reihenfolge der Athletinnen wieder, die durch die Anzahl der Siege bestimmt wird. Bei gleicher Anzahl erfolgt eine alphabetische Sortierung nach Nachnamen. - Name: Nennt den Namen der Athletin. - Land: Nennt die Nation beziehungsweise Nationen, für die die Athletin ihre Starts absolvierte. - Von: Nennt das Kalenderjahr, in dem die Athletin zum ersten Mal einen Einzelwettbewerb im Weltcup der Nordischen Kombination gewann. - Bis: Nennt das Kalenderjahr, in dem die Athletin zum letzten Mal einen Einzelwettbewerb im Weltcup der Nordischen Kombination gewann. - Siege: Gibt die Anzahl der Siege an, die die Athletin im Weltcup der Nordischen Kombination erreichen konnte. Noch aktive Athletinnen sind fett hervorgehoben. |

Stand: 16. März 2025
| Platz | Name                 | Land               | Von  | Bis  | Siege |
| ----- | -------------------- | ------------------ | ---- | ---- | ----- |
| 1.    | Gyda Westvold Hansen | Norwegen           | 2021 | 2025 | 23    |
| 2.    | Ida Marie Hagen      | Norwegen           | 2023 | 2025 | 17    |
| 3.    | Nathalie Armbruster  | Deutschland        | 2025 | 2025 | 03    |
| 4.    | Mari Leinan Lund     | Norwegen           | 2024 | 2024 | 02    |
| 5.    | Tara Geraghty-Moats  | Vereinigte Staaten | 2020 | 2020 | 01    |
| 5.    | Yuna Kasai           | Japan              | 2025 | 2025 | 01    |
| 5.    | Anju Nakamura        | Japan              | 2022 | 2022 | 01    |

### Gesamtsiege nach Nationen
Hierbei handelt es sich nur um die Gesamtweltcupsiege der Sportlerinnen aus einer Nation, nicht um die Nationenwertung.
Stand: Saisonende 2024/25
| Platz | Land               | Sieger | Zweiter | Dritter | Gesamt |
| ----- | ------------------ | ------ | ------- | ------- | ------ |
| 1.    | Norwegen           | 3      | 4       | 2       | 9      |
| 2.    | Deutschland        | 1      | 1       | 0       | 2      |
| 3.    | Vereinigte Staaten | 1      | 0       | 0       | 1      |
| 4.    | Japan              | 0      | 0       | 2       | 2      |
| 5.    | Slowenien          | 0      | 0       | 1       | 1      |

### Nationenwertung
Hierbei handelt es sich um die Siege in der Nationenwertung bei den Frauen.
Stand: Saisonende 2024/25
| Platz | Land               | Sieger | Zweiter | Dritter | Gesamt |
| ----- | ------------------ | ------ | ------- | ------- | ------ |
| 1.    | Norwegen           | 4      | 1       | 0       | 5      |
| 2.    | Deutschland        | 1      | 2       | 1       | 4      |
| 2.    | Japan              | 0      | 1       | 3       | 4      |
| 4.    | Vereinigte Staaten | 0      | 1       | 0       | 1      |
| 5.    | Österreich         | 0      | 0       | 1       | 1      |

## Sonderwertungen

### Warsteiner Grand Prix Deutschland
Der Warsteiner Grand Prix Deutschland (WGP) war eine innerhalb des Weltcups geführte Sonderwertung, ähnlich der Vierschanzentournee im Skisprung-Weltcup. Hierfür gilt das übliche FIS-Weltcup-Reglement der Nordischen Kombination. In die Wertung für den WGP flossen nur die Ergebnisse bestimmter in Deutschland ausgetragener Weltcuprennen ein. Die Warsteiner Grand Prix Wertung ergab sich aus der Summe der Punkte aus den in der Regel drei Einzelwettbewerben. Der Athlet mit den meisten Punkten gewann den Warsteiner Grand Prix Deutschland und erhielt das ausgelobte Preisgeld. Das Preisgeld betrug in der Saison 2006/07 insgesamt 25.000 Euro für die ersten Sechs der Wertung (1. Platz: 10.000 €, 2. Platz: 6.000 €, 3. Platz: 4.000 €, 4. Platz: 2.500 €, 5. Platz: 1.500 €, 6. Platz: 1.000 €).
Bisherige Gewinner des Warsteiner Grand Prix Deutschland
| Saison  | Veranstaltungsorte                      | Sieger         | Zweiter           | Dritter        |
| ------- | --------------------------------------- | -------------- | ----------------- | -------------- |
| 2001/02 | Oberwiesenthal, Reit im Winkl, Schonach | Felix Gottwald | Ronny Ackermann   | Samppa Lajunen |
| 2002/03 | Oberhof                                 | Felix Gottwald | Ronny Ackermann   | Mario Stecher  |
| 2003/04 | Oberhof, Reit im Winkl, Schonach        | Todd Lodwick   | Ronny Ackermann   | Samppa Lajunen |
| 2004/05 | Oberhof, Ruhpolding, Schonach           | Hannu Manninen | Ronny Ackermann   | Felix Gottwald |
| 2005/06 | Oberhof, Ruhpolding, Schonach           | Hannu Manninen | Ronny Ackermann   | Felix Gottwald |
| 2006/07 | Ruhpolding, Ruhpolding*, Oberstdorf     | Hannu Manninen | Sebastian Haseney | Felix Gottwald |

* = beim Team-Sprint erhielten die Athleten jeweils die Hälfte der Weltcuppunkte für Einzelrennen entsprechend ihrer Platzierung

### Nordic Tournament
In den Saisons 2001/02 und 2002/03 wurde parallel zum Nordic Tournament der Skispringer auch eine Wertung für die Nordischen Kombinierer geführt. Hierfür kamen die Ergebnisse der abschließenden Wettbewerbe in Nordeuropa nach dem Weltcup-Punktesystem in die Wertung. In Lahti und Oslo wurden jeweils zwei Wettbewerbe ausgerichtet.
Bisherige Gewinner des Nordic Tournament
| Saison  | Veranstaltungsorte             | Sieger         | Zweiter         | Dritter         |
| ------- | ------------------------------ | -------------- | --------------- | --------------- |
| 2001/02 | Lahti, Falun*, Trondheim, Oslo | Samppa Lajunen | Ronny Ackermann | Jaakko Tallus   |
| 2002/03 | Oslo, Lahti                    | Felix Gottwald | Ronny Ackermann | Kenneth Braaten |

* = wetterbedingt nach dem Massenstart abgebrochen 

### Nordic Combined Triple
Beim Nordic Combined Triple finden an einem Wochenende drei Gundersen-Wettkämpfe statt, deren Teilnehmerfeld beim zweiten Bewerb auf die besten 50 und für den letzten Wettkampf auf die besten 30 reduziert wird und deren Punkte- und Zeitdifferenzen für die Startreihenfolge und die Gesamtwertung übernommen werden (analog zur Vierschanzentournee). Der erste Wettkampf besteht aus einem Springen und einem 5-Kilometer-Lauf, der zweite aus einem Springen und einem 10-Kilometer-Lauf und der letzte aus einem Springen mit zwei Durchgängen und einem 15-Kilometer-Lauf. Für die erste und zweite Etappe gibt es die Hälfte der üblichen Weltcup-Punkte, für die Endwertung das Zweifache. Am Ende dieses Höhepunkts der Weltcup-Wertung, der im Januar 2014 erstmals in Seefeld in Tirol ausgetragen wurde, ist derjenige Gesamtsieger, der als erstes die Ziellinie des abschließenden Laufes passiert. In der Saison 2024/25 gab es erstmals eine Austragung der Frauen.
Bisherige Gewinner des Nordic Combined Triple
Männer
| Saison  | Veranstaltungsorte | Sieger             | Zweiter            | Dritter            |
| ------- | ------------------ | ------------------ | ------------------ | ------------------ |
| 2013/14 | Seefeld            | Eric Frenzel       | Håvard Klemetsen   | Magnus Moan        |
| 2014/15 | Seefeld            | Eric Frenzel       | Håvard Klemetsen   | Akito Watabe       |
| 2015/16 | Seefeld            | Eric Frenzel       | Akito Watabe       | Fabian Rießle      |
| 2016/17 | Seefeld            | Eric Frenzel       | Johannes Rydzek    | Bernhard Gruber    |
| 2017/18 | Seefeld            | Akito Watabe       | Jarl Magnus Riiber | Fabian Rießle      |
| 2018/19 | Chaux-Neuve        | Mario Seidl        | Fabian Rießle      | Franz-Josef Rehrl  |
| 2019/20 | Seefeld            | Jarl Magnus Riiber | Jørgen Graabak     | Vinzenz Geiger     |
| 2020/21 | Seefeld            | Jarl Magnus Riiber | Ilkka Herola       | Akito Watabe       |
| 2021/22 | Seefeld            | Jørgen Graabak     | Johannes Lamparter | Jarl Magnus Riiber |
| 2022/23 | Seefeld            | Johannes Lamparter | Julian Schmid      | Jens Lurås Oftebro |
| 2023/24 | Seefeld            | Jarl Magnus Riiber | Jørgen Graabak     | Stefan Rettenegger |
| 2024/25 | Seefeld            | Vinzenz Geiger     | Jarl Magnus Riiber | Jens Lurås Oftebro |

Frauen
| Saison  | Veranstaltungsorte | Siegerin            | Zweite               | Dritte       |
| ------- | ------------------ | ------------------- | -------------------- | ------------ |
| 2024/25 | Seefeld            | Nathalie Armbruster | Gyda Westvold Hansen | Haruka Kasai |

## Veranstaltungsorte
Hauptartikel: Liste der Weltcuporte in der Nordischen Kombination